# Vesta Kasputė
Vesta Kasputė (geb. als Vesta Kalvytė; Schreibweise beim Weltschachbund FIDE Vesta Kalvyte; * 5. Dezember 1984 in Panevėžys, Litauen) ist eine litauische Schachspielerin (WFM) und Wirtschaftsjuristin.

## Leben
2008 absolvierte Vesta Kalvytė das Abitur am Juozas-Balčikonis-Gymnasium in Panevėžys und von 2003 bis 2008 das Magisterstudium der Rechtswissenschaften an der Rechtsfakultät der Universität Vilnius. In Vilnius besuchte sie die Schachschule „Vilniaus fortas“. Ihr Trainer ist Vaidas Sakalauskas (* 1971).
Von Mai 2007 bis Dezember 2010 war Kalvytė Anwaltsgehilfin der Anwaltskanzlei „Varul Vilgerts Smaliukas“, danach bis April 2011 in der Anwaltskanzlei „Smaliukas ir partneriai“ sowie April 2011 bei "LAWIN Lideika, Petrauskas, Valiūnas ir partneriai" tätig. Von Dezember 2010 bis Juli 2015 arbeitete sie als Associate Juristin in der osteuropäischen Wirtschaftsrechts-Anwaltskanzlei „Bnt Heemann Klauberg Krauklis“ in Vilnius. Seit Juli 2015 ist als Wirtschaftsjuristin bei der Charterfluggesellschaft UAB Small Planet Airlines in der litauischen Hauptstadt Vilnius tätig und ist die stellvertretende Leiterin der Rechtsabteilung des Unternehmens.
Von 2010 bis 2012 lehrte Kasputė als Lektorin das Wirtschaftsrecht (Vertragsrecht, Handelsrecht, Gesellschaftsrecht) an der Internationalen Hochschule für Recht und Wirtschaft in Viršuliškės.

## Familie
Vesta Kasputė ist verheiratet und hat eine Tochter.

## Schachliche Erfolge
2010 erhielt sie den Titel FIDE-Meister der Frauen (WFM). 2010 gewann sie in Nemenčinė, von ihrer Elo-Zahl her an sechs gesetzt, die litauische Einzelmeisterschaft der Frauen vor Deimantė Daulytė. Für die litauische Frauennationalmannschaft spielte Vesta Kalvytė bei der Schacholympiade 2010 am vierten und der Schacholympiade 2012 am dritten Brett.
Vereinsschach spielt sie in Litauen für den Verein Vilniaus fortas. Ihre Elo-Zahl beträgt 2068 (Stand: September 2017). Ihre bisher höchste Elo-Zahl beträgt 2118, diese erreichte Kasputė im Juli 2012.